# Constance d'Aragon (1318-1346)
Pour les articles homonymes, voir Constance d'Aragon.
Constance d'Aragon (née en 1318, morte en 1346 à Montpellier) fut une princesse aragonaise, reine consort de Majorque et princesse consort d'Achaïe. Elle est également connue pour ses talents de trouveresse (trobairitz). 

## Origines
Constance était la deuxième fille du roi d'Aragon, de Valence et de Sardaigne, comte de Barcelone, d'Urgell, d'Empúries et des autres comtés catalans, Alphonse le Débonnaire et de sa première épouse, la comtesse d'Urgell, Thérèse d'Entença (vers 1300 † Saragosse, 1327), fille de Gombaud, baron d'Entença et de Constance d'Antillón, héritière du comté d'Urgell.

## Biographie
Constance apparaît pour la première fois lorsqu'à l'âge de sept ans, fille de l'héritier du trône d'Aragon, elle est promise le 24 septembre 1325 à son cousin de dix ans, le roi de Majorque, Jacques III d'Aragon, fils de Ferdinand d'Aragon et de l'héritière de la principauté d'Achaïe, Isabelle de Sabran. Cette union a pour but de renforcer les liens entre les deux branches de la même maison, les Aragon et les Aragon de Majorque. En 1335, Jacques III devient majeur et épouse Constance le 24 septembre 1336, à Perpignan. 
La même année, à la mort de son père, le roi Alphonse IV, le frère de Constance, Pierre IV le Cérémonieux monte sur le trône. Il n'a guère de sympathie pour son cousin et beau-frère et décide immédiatement de rétablir le rapport de vassalité qui les unit, comme prévu par le traité d'Anagni de 1295, signé entre le grand-père de Constance et Pierre IV, Jacques II le Juste et le grand-père de Jacques III, Jacques II de Majorque.
Après plusieurs années de conflits et de rétorsion, Pierre IV ouvre un procès pour trahison contre son cousin et beau-frère. Le procès, conduit par le roi lui-même, se conclut en 1343 sur la condamnation du roi de Majorque, qui voit l'ensemble de ses biens confisqués et confiés à la couronne d'Aragon.
Face au refus de Jacques III d'obtempérer, Pierre IV envahit Majorque et remporte la bataille de Santa Ponça, qui marque la fin de Jacques et le début de l'occupation de Majorque. Jacques III se retire dans ses comtés des Pyrénées mais dans le courant de l'année 1344, ceux-ci sont également attaqués et occupés par les troupes catalano-aragonaises.
Jacques ne conservera in fine que la principauté d'Achaïe et la seigneurie de Montpellier, dont la souveraineté lui était contestée par le roi Philippe VI de France et d'où il tentera inutilement de reconquérir le Roussillon. Il s'y retire avec Constance et leurs deux enfants, Constance y meurt en 1346.
En 1347, Jacques III se remarie avec Violante de Vilaragut († 1372), fille de Bérenger de Vilaragut et de sa seconde femme, Saura de Majorque. Deux ans plus tard, il vend la seigneurie de Montpellier à Philippe VI pour 12 000 thalers d'or et tente de repartir à l'assaut de Majorque mais le 25 octobre, il est battu et perd la vie à la bataille de Llucmajor, au cours de laquelle son fils, sa fille et sa dernière épouse sont faits prisonniers. Violante de Vilaragut se remariera en 1352 avec Otto de Brunswick-Grubenhagen. 
Constance et Jacques auront deux enfants :
- Jacques le Prétendant, roi titulaire de Majorque et prince d'Achaïe ;
- Isabelle, reine titulaire de Majorque.

## Œuvre
Ez yeu am tal que's bo e belh (« J'aime ce qui est bel et bon ») Lire en ligne,.